# RR 51
L'RR 51, Unique Rr 51 Police o Unique Mod. RR51, è una pistola semiautomatica, versione migliorata del modello R17. Realizzata dal MAPF dal 1952 al 1998, è camerata con munizioni 7,65 di Browning. Furono vendute più di 100.000 esemplari alla Polizia nazionale francese che l'ha utilizzata fino al 2007. È stata esportata anche in Germania e in Africa.